# Пироговское общество
«Пироговское общество»; «Хирургическое общество»; «Хирургическое общество Пирогова»; «Московско-Петербургское медицинское общество»; «Общество русских врачей в память Н. И. Пирогова» — одно из самых авторитетных в Российской империи добровольных негосударственных объединений медиков всех специальностей. Действует и поныне.

## История
В 1881 году в городе Москве широко праздновался пятидесятилетний юбилей врачебной деятельности великого русского хирурга и анатома, естествоиспытателя и педагога Николая Ивановича Пирогова, который тогда же заметил у себя рак слизистой оболочки полости рта, и в ноябре того же года он скончался. Русские врачи почтили память своего величайшего представителя основанием хирургического общества, устройством периодических «Пироговских съездов», открытием музея его имени, постановкой памятника в Москве. Упомянутое «Хирургическое общество» было создано 25 мая 1881 года, практически во время проведения описанных торжеств.
Его учредителями стали Фёдор Эрисман, Алексей Кожевников, Александр Остроумов, Александр Фохт, В. Д. Шервинский, Э. В. Каде и Николай Васильевич Склифосовский, став председателем организации. В 1883 году для привлечения врачей других специализаций в хирургическом обществе прошла небольшая реорганизация, и оно стало называться «Московско-Петербургским медицинским обществом», а ещё три года спустя его назвали «Обществом русских врачей в память Н. И. Пирогова» (вскоре это профессиональное объединение стали называть просто: «Пироговское общество»).
Первым председателем общества стал один из инициаторов его создания, видный акушер-гинеколог Э.-А. Я. Крассовский. Вместе с ним работой общества руководили хирург Н. В. Склифосовский и терапевт С. П. Боткин, гигиенист Ф. Ф. Эрисман и хирург А. А. Бобров, терапевт А. А. Остроумов и патолог В. В. Пашутин, психиатр С. С. Корсаков и хирург П. И. Дьяконов, офтальмолог А. Н. Маклаков и деятель земской медицины Е. А. Осипов, бактериолог Г. Н. Габричевский и хирург С. П. Фёдоров.
23 ноября 1883 года был утвержден Устав Пироговского общества, который 15 июля 1886 года, в связи с принятием нового названия был отредактирован. Согласно Уставу организации «цель общества состоит в научно-практической разработке врачебных, санитарных и врачебно-бытовых вопросов соединенными силами русских врачей, ученых медицинских обществ и других медицинских коллегиальных учреждений, для чего оно устраивает общие и специальные всероссийские съезды врачей».
В 1893 году на V Пироговском съезде большинством депутатов было принято решение об учреждении постоянного исполнительного органа Общества — правления со штаб-квартирой в городе Москве. В 1907 году председателем общества стал Ф. А. Рейн.
В 1917 году представители общества вошли в состав Комитета московских общественных организаций.
Помимо медицинских вопросов, на Пироговских съездах рассматривались и вопросы политические. Так, на заседании чрезвычайного Пироговского съезда 22 ноября 1917 года большинство членов правления Пироговского общества осудили октябрьский переворот, приняв соответствующую резолюцию. В результате чего, с установлением на территории Российской империи советской власти, дни Пироговского общества были сочтены. В 1922 году Пироговское общество прекратило своё существование. С его роспуском перестала выходить и газета общества «Общественный врач» (прежнее название «Журнал Общества русских врачей в память Н. И. Пирогова»).
По другим данным, Общество работает до сих пор .

## Руководители Пироговского общества
- Склифосовский Н. В. (1883—1894)
- Эрисман Ф. Ф. (1894—1896)
- Цейдлер Г. Ф. (1900, 1901, 1906)
- Субботин М. С. (1902—1905)
- Грубер Г. И. (1907—1908)
- Троянов А. А. (1909)
- Вельяминов Н. А. (1910)
- Фёдоров С. П. (1911—1914)
- Греков И. И. (1916—1923, 1932)
- Вреден Р. Р. (1924—1925)
- Петров Н. Н. (1926, 1927, 1930, 1931, 1936, 1942, 1949)
- Гирголав С. С. (1928, 1941, 1947)
- Оппель В. А. (1929)
- Шаак В. А. (1933, 1937)
- Гессе Э. Р. (1934)
- Джанелидзе И. И. (1935, 1938, 1940, 1945)
- Заблудовский А. М. (1939)
- Куприянов П. А. (1943—1944, 1951, 1955)
- Шамов В. Н. (1946, 1951, 1955)
- Смирнов А. В. (1952, 1956—1957),
- Мельников А. В. (1953)
- Филатов А. Н. (1954, 1963, 1967)
- Смирнов Е. В. (1959)
- Углов Ф. Г. (1960)
- Напалков П. Н. (1961, 1966)
- Колесов В. И. (1962)
- Блинов Н. И. (1964)
- Колесников И. С. (1965)
- Русанов А. А.
- Ситенко В. М.
- Зубарев П. Н.
- Гриценко В. В.
- Гуманенко Е. К.
- Седов В. М.
- член-корреспондент РАМН Путов Н. В.
- член-корреспондент РАМН Ерюхин И. А.
- член-корреспондент РАМН Поташов Л. В.
- член-корреспондент РАМН Майстренко Н. А.
- член-корреспондент РАМН Багненко С. Ф.
- академики РАМН Колесов А. П.
- академик РАМН Яицкий Н. А.
- Яблонский П. К. (2009—?)[8]
- Гранов А. М. (в настоящее время)

Традиционным местом заседаний Общества является аудитория № 7 Санкт-Петербургского государственного медицинского университета им. академика И. П. Павлова.